# Halalaimus borealis
Halalaimus borealis is een rondwormensoort uit de familie van de Oxystominidae. De soort is ontdekt in de monding van de rivier Cấm in het noordoosten van Vietnam.
De wetenschappelijke naam van de soort is voor het eerst geldig gepubliceerd in 2020 door Gagarin.